# Сельское поселение Колюбакинское
Се́льское поселе́ние Колюба́кинское — упразднённое в 2017 году муниципальное образование (сельское поселение) упразднённого Рузского муниципального района Московской области. Образовано в 2005 году, включило 38 населённых пунктов позже упразднённых Барынинского и Краснооктябрьского сельских округов.
Административный центр — посёлок Колюбакино.
Глава сельского поселения — Макаревич Сергей Борисович.

## Население
| 2006  | 2007  | 2008  | 2009  | 2010  | 2011  | 2012  |
| ----- | ----- | ----- | ----- | ----- | ----- | ----- |
| 5943  | ↗5981 | ↗6022 | ↗6111 | ↘5575 | ↗5643 | →5643 |
| 2013  | 2014  | 2015  | 2016  | 2017  |       |       |
| ↗5687 | ↗5731 | ↗5750 | ↘5721 | ↘5699 |       |       |

## Географические данные
Общая площадь — 26 821 га. Муниципальное образование находится в восточной части Рузского муниципального района, и граничит:
- с Одинцовским районом (на востоке)
- с городским поселением Тучково (на юге)
- с сельским поселением Старорузское (на юго-западе)
- с сельским поселением Волковское (на северо-западе и севере)
- с Истринским районом (на севере)

По территории поселения проходит участок автодороги Звенигород — Колюбакино — Руза.

## Населённые пункты
Муниципальное образование сельское поселение Колюбакинское в существующих границах было образовано в 2005 году на основании закона Московской области «О статусе и границах Рузского муниципального района и вновь образованных в его составе муниципальных образований». В его состав вошло 38 населённых пунктов бывших Барынинского и Краснооктябрьского сельских округов:
| Наименование                | Вид     | Население, чел. (2006) | ОКАТО          | Бывшая административная единица  |
| --------------------------- | ------- | ---------------------- | -------------- | -------------------------------- |
| Алтыново                    | деревня | 0                      | 46 249 816 018 | Краснооктябрьский сельский округ |
| Аннино                      | село    | 24                     | 46 249 802 011 | Барынинский сельский округ       |
| Апальщино                   | деревня | 47                     | 46 249 802 016 | Барынинский сельский округ       |
| Артюхино                    | деревня | 25                     | 46 249 816 006 | Краснооктябрьский сельский округ |
| Барынино                    | деревня | 160                    | 46 249 802 002 | Барынинский сельский округ       |
| Бережки                     | деревня | 1                      | 46 249 816 017 | Краснооктябрьский сельский округ |
| Васильевское                | деревня | 12                     | 46 249 816 013 | Краснооктябрьский сельский округ |
| Ваюхино                     | деревня | 3                      | 46 249 802 003 | Барынинский сельский округ       |
| Вишенки                     | деревня | 19                     | 46 249 802 004 | Барынинский сельский округ       |
| Высоково                    | деревня | 25                     | 46 249 802 017 | Барынинский сельский округ       |
| Григорово                   | деревня | 53                     | 46 249 816 014 | Краснооктябрьский сельский округ |
| Детского городка «Дружба»   | посёлок | 97                     | 46 249 816 016 | Краснооктябрьский сельский округ |
| Дома отдыха «Тучково» ВЦСПС | посёлок | 88                     | 46 249 816 015 | Краснооктябрьский сельский округ |
| Заовражье                   | деревня | 45                     | 46 249 802 014 | Барынинский сельский округ       |
| Игнатьево                   | деревня | 29                     | 46 249 816 003 | Краснооктябрьский сельский округ |
| Коковино                    | деревня | 20                     | 46 249 802 006 | Барынинский сельский округ       |
| Колюбакино                  | посёлок | 2775                   | 46 249 802 020 | Барынинский сельский округ       |
| Корчманово                  | деревня | 3                      | 46 249 802 005 | Барынинский сельский округ       |
| Кривошеино                  | деревня | 18                     | 46 249 802 012 | Барынинский сельский округ       |
| Крюково                     | деревня | 46                     | 46 249 816 004 | Краснооктябрьский сельский округ |
| Ладыгино                    | деревня | 4                      | 46 249 816 007 | Краснооктябрьский сельский округ |
| Лызлово                     | деревня | 20                     | 46 249 802 018 | Барынинский сельский округ       |
| Марково                     | деревня | 19                     | 46 249 816 008 | Краснооктябрьский сельский округ |
| Молодиково                  | деревня | 16                     | 46 249 816 012 | Краснооктябрьский сельский округ |
| Морево                      | деревня | 4                      | 46 249 816 011 | Краснооктябрьский сельский округ |
| Неверово                    | деревня | 78                     | 46 249 802 015 | Барынинский сельский округ       |
| Никольское                  | село    | 16                     | 46 249 802 009 | Барынинский сельский округ       |
| Новогорбово                 | деревня | 104                    | 46 249 802 013 | Барынинский сельский округ       |
| Ожигово                     | деревня | 0                      | 46 249 816 009 | Краснооктябрьский сельский округ |
| Орешки                      | деревня | 681                    | 46 249 802 001 | Барынинский сельский округ       |
| Паново                      | деревня | 10                     | 46 249 802 019 | Барынинский сельский округ       |
| пансионата «Полушкино»      | посёлок | 456                    | 46 249 816 019 | Краснооктябрьский сельский округ |
| Петряиха                    | деревня | 2                      | 46 249 802 010 | Барынинский сельский округ       |
| Поречье                     | деревня | 1028                   | 46 249 816 001 | Краснооктябрьский сельский округ |
| Редькино                    | деревня | 3                      | 46 249 802 008 | Барынинский сельский округ       |
| Сонино                      | деревня | 3                      | 46 249 816 005 | Краснооктябрьский сельский округ |
| Стрыгино                    | деревня | 6                      | 46 249 802 007 | Барынинский сельский округ       |
| Хрущёво                     | деревня | 3                      | 46 249 816 010 | Краснооктябрьский сельский округ |